# 11500 Tomaiyowit
11500 Tomaiyowit (1989 UR) là một thiên thạch Apollo được phát hiện vào ngày 28 tháng 10 năm 1989 bởi Jean Mueller và J. D. Mendenhall tại trạm thiên văn Palomar.